# Catoblemma punctilinea
Catoblemma punctilinea är en fjärilsart som beskrevs av Turner 1945. Catoblemma punctilinea ingår i släktet Catoblemma och familjen nattflyn. Inga underarter finns listade i Catalogue of Life.